# بالانیت
بالانیت (به فرانسوی: balanite) یا بالانیتیس (به انگلیسی: balanitis) به التهاب سر آلت در ناحیه ختنه‌گاه گفته می‌شود. اگر پیش‌پوست آلت نیز درگیر این التهاب شود، بالانوپوستیت نام می‌گیرد. این بیماری با التهاب و قرمز شدن نوک آلت در پسران شیرخوار که هنوز در پوشک هستند تفاوت دارد.

## علت‌شناسی و همه‌گیری

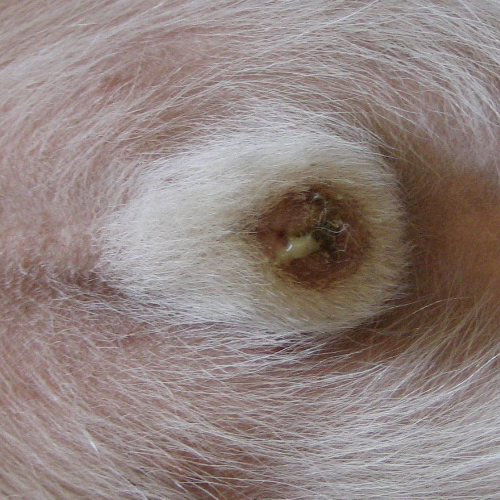
پیش‌پوست عفونت کرده یک سگ توسط بالانوپوستیت

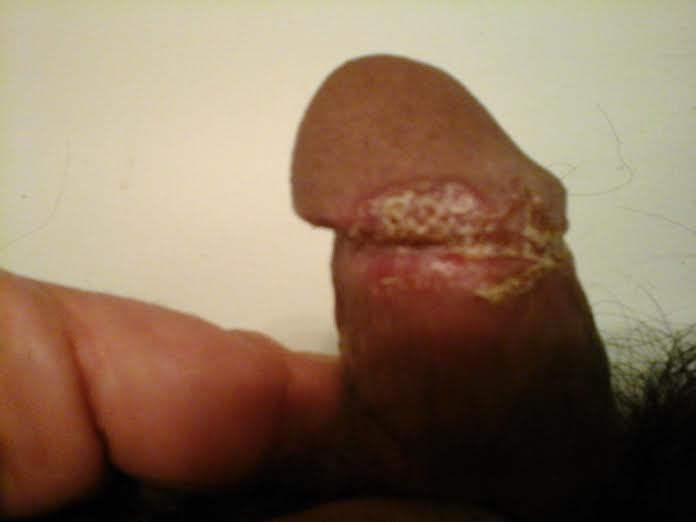
بالانیت درمان نشده در آلت ختنه شده.

التهاب در آلت مذکر می‌تواند دلیل‌های بسیاری داشته باشد. بسیاری از مشکلات و التهاب‌ها در آلت تناسلی تنها با بیماری‌های آمیزشی ارتباط نداشته و می‌تواند علت‌های گوناگون دیگری چون بهداشت ناکافی، برخورد و اصطکاک با پوشاک زیر مانند شورت و شلوار، تروما و ضربه یا قارچ‌های بیماری‌زای فرصت‌طلب داشته باشد.
پاتوژن مسبب اصلی، معمولاً باکتری‌ها از جمله باکتری‌های طبیعی مقیم پوست هستند اما ویروس‌ها و قارچ‌ها نیز ممکن است باعث بالینیت شوند. عفونت‌های قارچی بیشتر در بیماران دچار نقص ایمنی مانند حاملان ویروس اچ‌آی‌وی و بیماران دچار دیابت دیده می‌شود.
برخی از عوامل بیماری‌زا شامل استرپتوکوک، کاندیدیاز، کلامیدیا، نایسریا گونوره‌آ (عامل بیماری سوزاک)، هرپس تناسلی (ویروس هرپس سیمپلکس)، ویروس پاپیلومای انسانی (اچ‌پی‌وی) سفلیس (ترپونما پالیدوم) تریکوموناسیس و نیز گال می‌شوند.